# Гвардела (Верчели)
Гвардела је насеље у Италији у округу Верчели, региону Пијемонт.
Према процени из 2011. у насељу је живело 203 становника. Насеље се налази на надморској висини од 350 м.